# تراي أكونتان-1-ول
تراي أكونتان-1-ول هو كحول دهني ذو ثلاثين ذرة كربون، صيغته الجزيئية هي C30H62O. يتواجد الكحول في شمع النبات وكذلك في شمع العسل.